# São João do Pau-d’Alho
São João do Pau-d'Alho – miasto i gmina w Brazylii, w stanie São Paulo. Znajduje się w mezoregionie Presidente Prudente i mikroregionie Dracena.